# Paul Satterfield
Paul Satterfield, Jr. (* 19. August 1960 in Nashville, Tennessee) ist ein US-amerikanischer Schauspieler.

## Leben und Karriere
Bevor seine Schauspielkarriere Fahrt aufnahm, arbeitete Paul als Model.
Er besuchte in den frühen 1980er Jahren mit einem Basketball-Stipendium das Whitman College im US-Bundesstaat Washington und erwarb einen Abschluss in Englischer Literatur.
Nach einem Gastauftritt in Beverly Hills, 90210 gelang ihm der Durchbruch im Zeitraum von 1991 bis 1993 als Paul Hornsby in der US-Fernsehserie General Hospital. Weitere Bekanntheit erreichte er als Tom Massick, 1996 bis 1997, in der Serie Savannah. Großen Erfolg hatte er auch in den Seifenopern Reich und Schön, 1998 bis 1999, als Dr. Pierce Peterson, sowie in Liebe, Lüge, Leidenschaft, von 2005 bis 2007, als Dr. Spencer Truman.
Es folgten weitere größere und kleinere Rollen in Film und Fernsehen.
2012 begann Paul ein Masterstudium in Pädagogik an der Drury University im US-Bundesstaat Missouri, das er 2014 abschloss. Seitdem ist er Sprachlehrer am Springfield Public Schools District in Springfield.
Sutterfield ist geschieden und Vater zweier Kinder.

## Filmografie (Auswahl)
- 1987: Creepshow 2 – Kleine Horrorgeschichten (Creepshow 2, Fernsehfilm)
- 1989: Arena – Nur einer überlebt (Arena, Fernsehfilm)
- 1990: Chaos hoch zehn (Just the Ten of Us, Fernsehserie, eine Folge)
- 1991: Beverly Hills, 90210 (Fernsehserie, eine Folge)
- 1991–1993: General Hospital (Fernsehserie, 133 Folgen)
- 1994: Hotel Malibu (Fernsehserie, sechs Folgen)
- 1994: Danielle Steele: Familienbilder (Family Album, Fernsehserie, zwei Folgen)
- 1995: University Hospital (Fernsehserie, eine Folge)
- 1995: Silver Girls (Fernsehserie, eine Folge)
- 1995: Burkes Gesetz (Burke's Law, Fernsehserie, eine Folge)
- 1995: Too Something (Fernsehserie, eine Folge)
- 1995: Murder One (Fernsehserie, zwei Folgen)
- 1995: Flippers neue Abenteuer (Flipper, Fernsehserie, eine Folge)
- 1995: Renegade – Gnadenlose Jagd (Renegade, Fernsehserie, eine Folge)
- 1996–1997: Savannah (Fernsehserie, 34 Folgen)
- 1997: L.A. Affairs (Fernsehserie, fünf Folgen)
- 1997: Veronica (Veronica's Closet, Fernsehserie, eine Folge)
- 1997–1998: Eine himmlische Familie (7th Heaven, drei Folgen)
- 1998: Poltergeist – Die unheimliche Macht (Poltergeist: The Legacy, Fernsehserie, eine Folge)
- 1998: Love Boat – Auf zu neuen Ufern (Love Boat: The Next Wave, Fernsehserie, eine Folge)
- 1998–1999: Reich und Schön (The Bold and the Beautiful, Fernsehserie, 79 Folgen)
- 1999: Der Playboy – Die Hugh Hefner Story (Hefner: Unauthorized, Fernsehfilm)
- 2000: Pretender (Fernsehserie, eine Folge)
- 2000: Profiler (Fernsehserie)
- 2000: V.I.P. – Die Bodyguards (V.I.P., Fernsehserie, eine Folge)
- 2001: Will & Grace (Fernsehserie, eine Folge)
- 2001: Inside Schwartz (Fernsehserie, eine Folge)
- 2002: Duty Dating (Fernsehfilm)
- 2003: Bruce Allmächtig (Bruce Almighty, Fernsehfilm)
- 2003: Coupling (Fernsehserie, eine Folge)
- 2003: Living Straight (Fernsehfilm)
- 2004: Rancid – Treibjagd durch die Nacht (Rancid, Fernsehfilm)
- 2005: Mystery Woman (Fernsehserie, eine Folge)
- 2005–2007: Liebe, Lüge, Leidenschaft (One Life to Live, Fernsehserie, 53 Folgen)
- 2011: The Bay (Fernsehserie, sechs Folgen)